# William Alexander Smith
Ngài William Alexander Smith (27 tháng 10 năm 1854 - 10 tháng 5 năm 1914) là người sáng lập ra Lữ đoàn Nam (Boys' Brigade), sinh tại Thurso, Scotland. Ông là con trai lớn nhất của Thiếu tá David Smith và bà Harriet. Cha mẹ ông có tất cả ba người con trai và một con gái.

## Giáo dục
Khi còn nhỏ, William Smith được học tại Trường Miller, còn được biết là "Học viện Thurso". Sau khi cha ông mất, gia đình ông di chuyển về Glasgow.
Đầu tháng 1 năm 1869, William Smith trở thành một học sinh trong một trường tư là Trường Giáo dục miền Tây (The Western Educational Institution). Trong quý học đầu cũng là quý học duy nhất ở đó, ông chiếm 7 giải thưởng. Thời gian học ở trường của ông rất ngắn ngủi khi ông chấm dứt việc học của mình vào cuối tháng 5 ở tuổi 14 tuổi rưỡi.
Dù thế, Smith không ngưng việc học của mình luôn. Những bài vở được viết trong một quyển tập chứng tỏ rằng ông vẫn tiếp tục lấy các lớp tiếng Pháp sau khi tham gia vào việc buôn bán với chú của ông.

## Cuối thiếu thời và trưởng thành
Tháng 10 năm 1869, vài ngày trước khi ông được 15 tuổi, William Smith vào làm việc trong công ty chú của ông. Công ty Alex. Fraser & Co. là một nhà buôn bán sĩ "hàng mềm" trong đó khăn choàng là một trong các mặt hàng chính của công ty.
Năm lên 19 tuổi, ông được thăng chức lên cấp bậc Cai quyền (Lance Corporal) của Đội Vũ trang súng trường Tình nguyện Lanarkshire.
Vào năm 1883 Smith thăng quan lên cấp bậc Trung úy và là giáo viên cho một trường học dạy vào chủ nhật. Chính vì sự kết hợp của những hoạt động này đã dẫn dắt ông khởi sự thành lập Lữ đoàn Nam (Boys' Brigade) vào ngày 4 tháng 10 năm 1883 tại Hội trường Free Church Mission Hall, Đường North Woodside ở thành phố Glasgow. Năm 1909 ông được Edward VII của Anh phong hiệp sĩ vì sự phục vụ cho trẻ con.
Ông mất vào ngày 10 tháng 5 năm 1914 và được chôn cất tại Glasgow. Có một bia đá tưởng niệm vinh danh ông tại Nhà thờ Thánh Paul.